# Оцин
Оцин (пол. Ocin) — село в Польщі, у гміні Врублев Серадзького повіту Лодзинського воєводства.
Населення — 190 осіб (2011).
У 1975—1998 роках село належало до Серадзького воєводства.

## Демографія
Демографічна структура станом на 31 березня 2011 року:
|          | Загалом | Допрацездатний вік | Працездатний вік | Постпрацездатний вік |
| -------- | ------- | ------------------ | ---------------- | -------------------- |
| Чоловіки | 98      | 14                 | 74               | 10                   |
| Жінки    | 92      | 9                  | 53               | 30                   |
| Разом    | 190     | 23                 | 127              | 40                   |